# Carcelia illiberisi
Carcelia illiberisi là một loài ruồi trong họ Tachinidae.